# Мост через Лауцесу
Мост через Лауцесу — автомобильно-пешеходный мост в Даугавпилсе на реке Лауцеса на Гриве. Находится возле места впадения реки в Даугаву в 100 метрах от устья. Длина моста ~35 метров.

## Каменный мост

Каменный мост, разрушенный во время Второй мировой войны

Первый арочный, однопролётный мост здесь появился в середине XIX века. Он был построен из гранитных блоков. Во время изгнания немецких войск из Гривы 27 июля 1944 года мост был разрушен. После войны на остатках старого моста был построен новый бетонный мост. Остатки старого моста можно наблюдать при низком уровне воды в Лауцесе и Даугаве.

## Бетонный мост
Современный мост сооружён из бетонных конструкций. Ближайшие объекты возле моста — Памятник защитникам города, парк, 6 средняя школа им. Я. Райниса, продовольственный магазин, быв. Гривская больница. Крайний дом слева на снимке у моста — до войны лютеранская кирха, сгорела в войну (перестроена в жилой дом). Рядом с мостом расположены в основном одно и двухэтажные старые дома (начало 20-го века). Мост используется общественным транспортом. В ближайшие годы планируется отремонтировать мост.

## Интересные факты
- На перилах моста находится большое количество замков, которые там оставляют после свадьбы.
- На 25 апреля 2009 года на перилах моста насчитывалось 147 замков разной величины.
- По результатам осмотра технического состояния, мост нуждается в реконструкции.
- Новый мост сооружен на основаниях старого моста, в реке и по берегу под мостом много гранитных блоков.
- В советское время в устье реки на зиму ставили баржи и буксиры речного порта Даугавпилса для укрытия от ледохода.

## Галерея

свадебные замки на перилах моста
мост при более низком уровне воды 25 апреля 2009 г.